# John-F.-Kennedy-Platz (Berlijn)
John-F.-Kennedy-Platz, tot 1963 Rudolph-Wilde-Platz genaamd, is een plein in Berlijn. Op deze plaats hield John F. Kennedy zijn 'Ich bin ein Berliner'-toespraak.

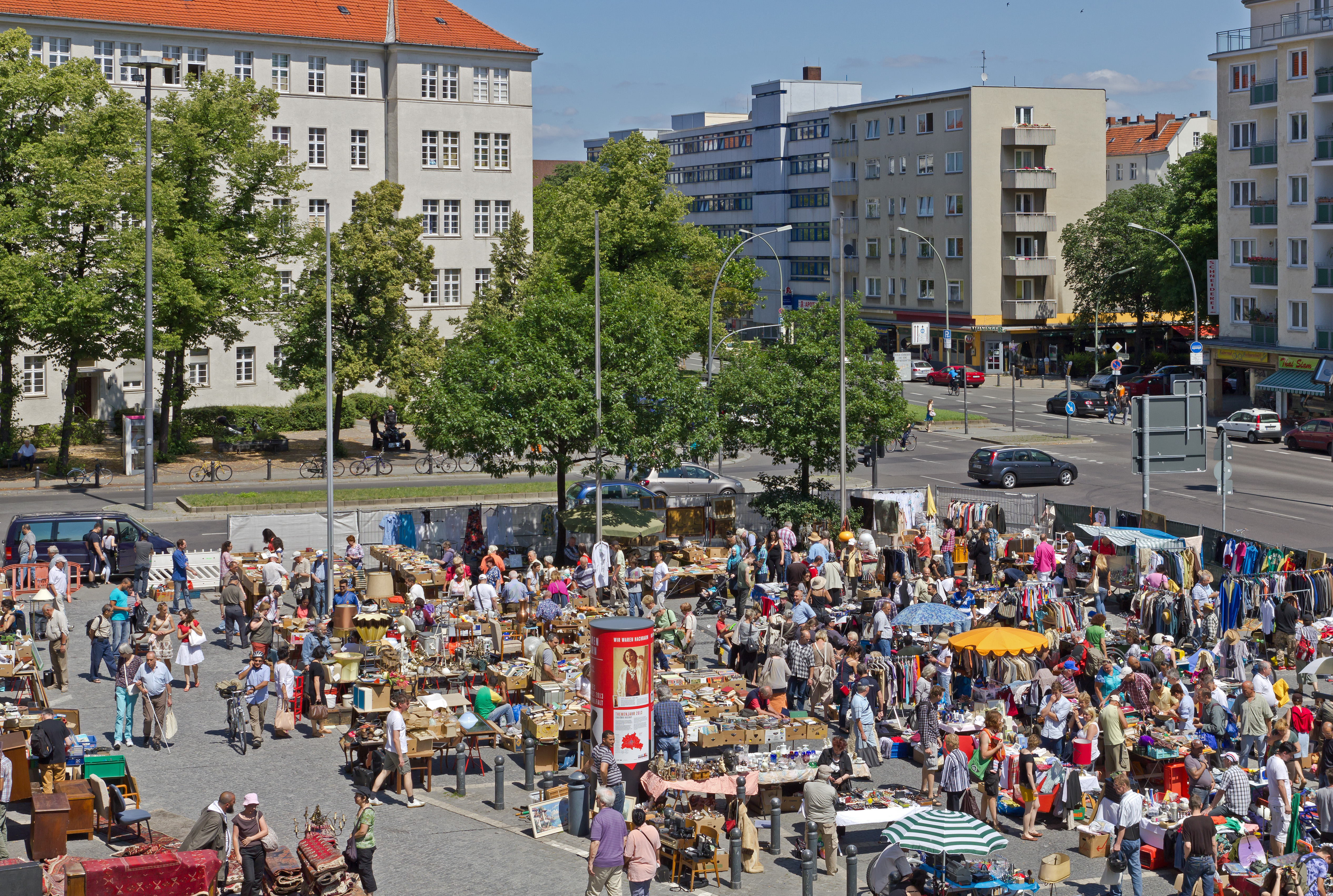
John-F.-Kennedy-Platz
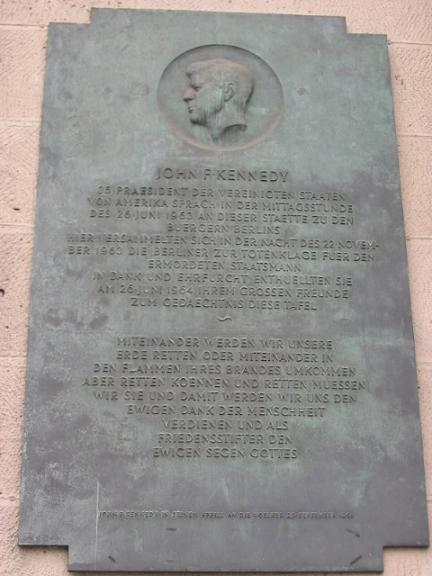
Plaquette naast de ingang van Rathaus Schöneberg
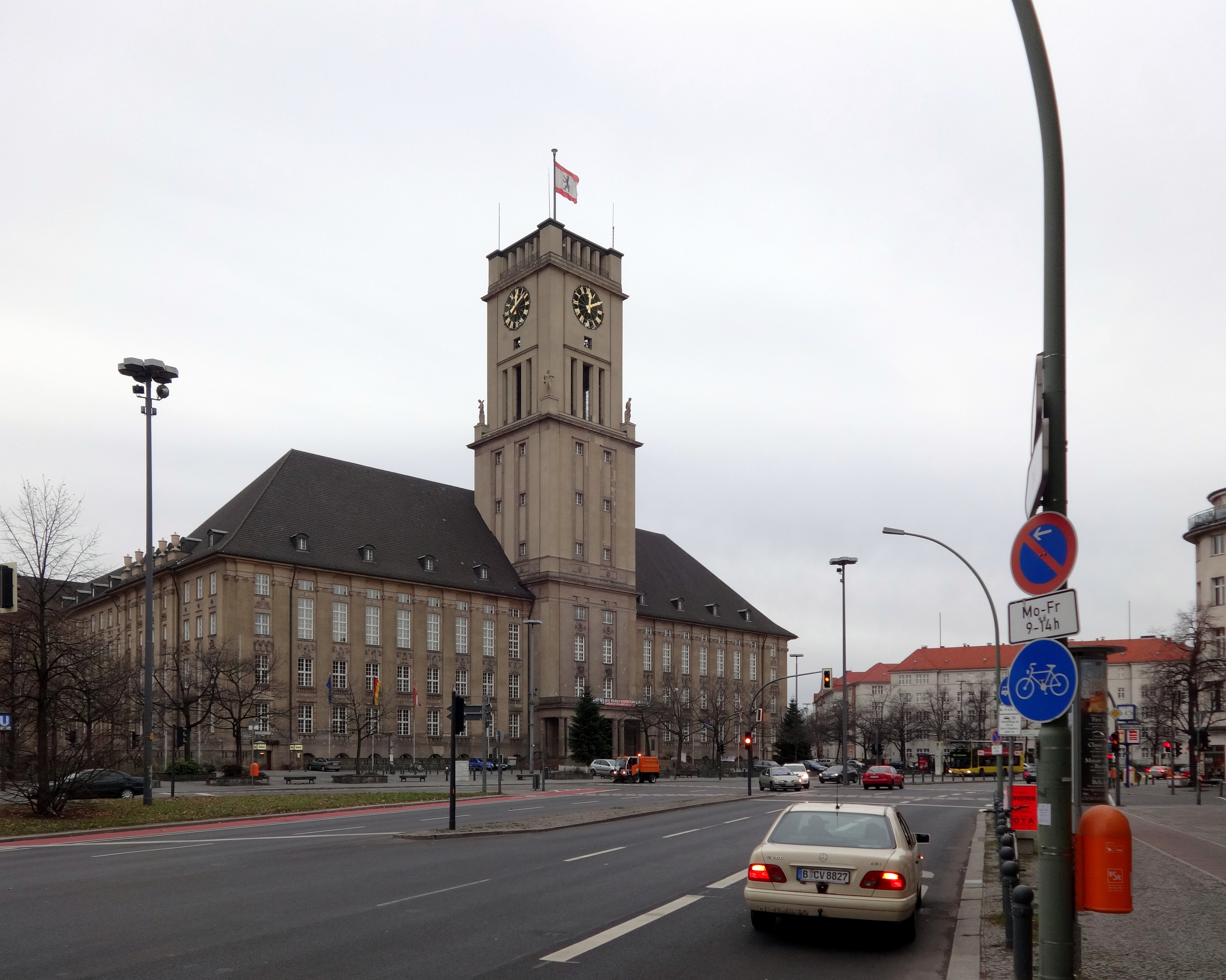
Rathaus Schöneberg